# Baroginella volunta
Baroginella volunta is een slakkensoort uit de familie van de Cystiscidae. De wetenschappelijke naam van de soort is voor het eerst geldig gepubliceerd in 1957 door Laseron.